# Agapophytus australasiae
Agapophytus australasiae är en tvåvingeart som beskrevs av Guérin-Méneville 1831. Agapophytus australasiae ingår i släktet Agapophytus och familjen stilettflugor. Inga underarter finns listade i Catalogue of Life.